# Aライン

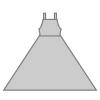
Aラインのドレスのシルエット

Aライン（英語：A line）とは、フランスのクリスチャン・ディオールが1955年に発表したコレクションのラインナップのひとつである。肩のあたりが小さく、肩から裾に向かって広くなっていくスタイルで、そのシルエットがアルファベットの大文字のAを彷彿させるのが特徴である。このことからAラインは、洋服を着たときの外側のラインを表す言葉として用いられるようになった。
現代では、ワンピースドレス型水着もAラインと称されている。ワンピース型水着のボトム部分にスカートが付いたもので、ショートパンツとセットになったものもある。